# Puttenham (Hertfordshire)
Puttenham – wieś w Anglii, w hrabstwie Hertfordshire, w dystrykcie Dacorum. Leży 44 km na zachód od miasta Hertford i 54 km na północny zachód od centrum Londynu.